# Східноазійські копальні доби бронзи
Східноазійські копальні доби бронзи
На території Східної Азії зафіксовано лише один прадавній центр виробництва бронзи, який розташовувався на території сучасного Таїланду й експлуатувався з кінця IV тис. до Р.Х. Час його існування обмежувався кількома сторіччями, а територіальний вплив мав доволі локальний характер. 
У Китаї розробку мідних родовищ і виплавку бронзи почали відносно пізно, лише в середині II тис. до Р.Х., але темпи освоєння металу й різноманітних виробів з нього були високими й характеризувалися оригінальними винаходами й високим художнім смаком майстрів. Основні центри давньокитайської металургійної провінції пов’язані з ранніми державними утвореннями династії Шан (XVI – XI ст. до Р.Х.) і Західної Чжоу (XI – VIII ст. до Р.Х.). У величезному некрополі давньої столиці династії Шан місті Іньсюй (сучасне місто Аньян, 500 км південніше Пекіна) знайдені численні сакральні бронзові посудини ти скрині , які свідчать про великі досягнення давніх китайських металургів.